# Józefków (Sainte-Croix)
Pour les articles homonymes, voir Józefków.
Józefków est une localité polonaise de la gmina de Zawichost, située dans le powiat de Sandomierz en voïvodie de Sainte-Croix.